# Oroblanco

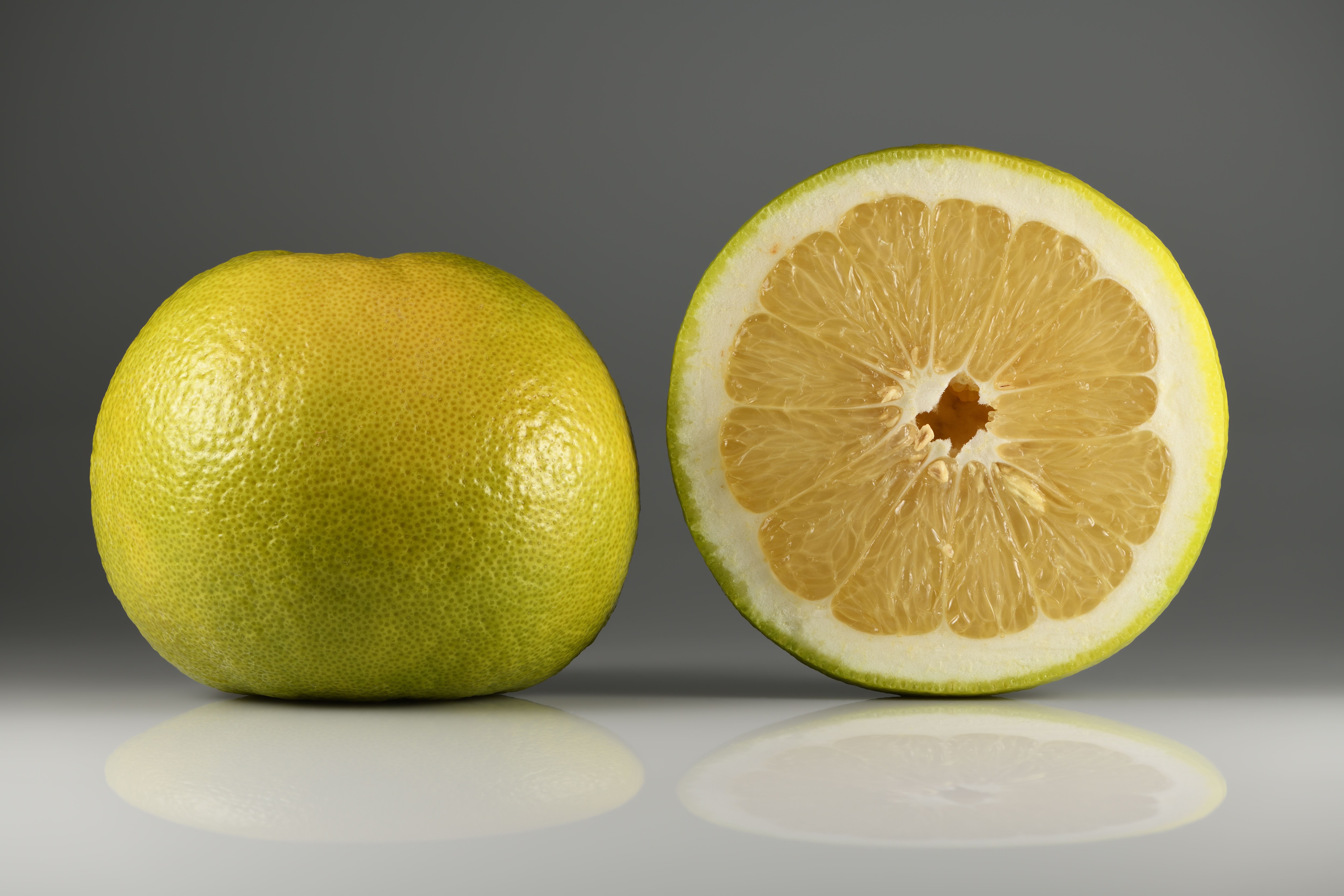
Oroblanco

L'oroblanco o sweetie (Citrus grandis Osbeck × C. Paradisi Macf.) és un creuament entre un cítric sense acidesa i un cítric blanc. Quan està madur la pela és verd brillant o daurada. La planta no creix en els llocs relativament freds de la conca del Mediterrani.
L'oroblanco va ser patentat per la Universitat de Califòrnia després que es desenvolupés a l'estació experimental de Riverside.
Es conrea a Califòrnia, Austràlia i Israel.